# Black Heart Procession
The Black Heart Procession, aussi épelé The Blackheart Procession, est un groupe de rock indépendant américain, originaire de San Diego, en Californie. Fondé sur les cendres de Three Mile Pilot en 1997 par Pall Jenkins et Tobias Nathaniel, ces derniers forment le cœur d'un groupe à géométrie variable qui invite de nombreux musiciens de San Diego à collaborer occasionnellement sur leurs chansons.
The Black Heart Procession compte au total six albums, qui se caractérisent par un mélange d'instruments typiques de l'histoire du rock (synthétiseurs, samplers, scie musicale...), des structures de chansons inspirées du post-rock et la voix du chanteur Pall Jenkins. Chacun de leurs albums honore le principe du concept album, développant plusieurs variations du même thème musical et narratif : la chanson The Waiter se décline particulièrement sur plusieurs de leurs albums.

## Biographie
Le groupe est formé en 1997 par Pall Jenkins (Mr. Tube and the Flying Objects, Pallllap, Ugly Casanova et Three Mile Pilot) et Tobias Nathaniel (Three Mile Pilot). Le groupe fait souvent participer Matt Resovich, Mario Rubalcaba, Jason Crane, Joe Plummer, Dmitri Dziensuwski, Jimmy LaValle et Matthew Parker. Jenkins a aussi produit The Drowning Men.
Le groupe publie l'EP Blood Bunny / Black Rabbit en 2010. Pitchfork félicite les deux nouvelles chansons mais n'y trouve aucune créativité depuis la sortie de leur album The Spell. En 2011, Jenkins joue de l'optigan, du piano et chante sur l'album de J Mascis, Several Shades of Why. En juin 2013, San Diego City Beat annonce que le groupe est en pause. Jenkins explique qu'« après des années de tournées et de musique, on a décidé d'y mettre un terme pendant un moment. » En 2014, Jenkins joue de la guitare et chante sur l'album Tied to a Star de J Mascis.
En 2016, le groupe se réunit pour deux concerts. En décembre la même année, ils annoncent une tournée européenne de 27 concerts sur tout le continent entre mars et avril 2017.

## Discographie
- 1998 : 1
- 1999 : 2
- 1999 : A Three Song Recording (single)
- 1999 : Fish the Holes on Frozen Lakes (single)
- 2000 : Three
- 2002 : Amore del Tropico
- 2003 : Hearts and Tanks (single)
- 2004 : In the Fishtank (avec Solbakken)
- 2006 : The Spell
- 2009 : Six